# Alexander Gelhaar
Alexander Gelhaar (ur. 24 listopada 1908, zm. 14 października 1939) – niemiecki oficer marynarki, dowódca niemieckich okrętów podwodnych U-1 oraz U-45. Wstąpił do marynarki w 1927 roku, po czym przeszedł gruntowne szkolenie w zakresie pływania podwodnego, a także prowadzenia ognia morskiego. 1 października 1936 roku objął swoje pierwsze dowództwo, na pokładzie pierwszego okrętu podwodnego Kriegsmarine U-1. 25 czerwca 1938 roku objął dowództwo U-45 typu VIIB, z którym 14 sierpnia 1939 roku wyszedł na swój pierwszy patrol wojenny. Zginął wraz ze swoim okrętem 14 października 1939 roku na wschód od Irlandii, podczas drugiego patrolu w którym U-45 miał być częścią pierwszego „wilczego stada” „Grupy Hartman”.